# Амгуема
Амгуе́ма — річка в Росії, в Чукотському автономному окрузі. Довжина 498 км, площа басейну 28,1 тисяч км². Бере початок на Чукотському нагір'ї, тече переважно по широкій заболочені долині; впадає в Чукотське море. В верхів'ях порожиста. Середні витрати в нижній течії 276 м³/с.
В басейні Амгуеми понад 6,5 тисяч озер загальною площею 392,5 км²; видобуток олова, вольфраму і золота.